# Manuel Bernardino de Almeida Lima
Manuel Bernardo de Almeida Lima, primeiro e único barão de Almeida Lima, (Porto Feliz, 5 de fevereiro de 1808 - Tietê, 13 de julho de 1892, foi um fazendeiro brasileiro.
Foi simpatizante da causa abolicionista, comprometendo-se a conceder liberdade a seus escravos após sua morte. Para tanto, construiu em 1844 uma escola onde os negros pudessem ser educados, chamado Coleginho, iniciativa pela qual recebeu o baronato por decreto de D. Pedro II do Brasil. Posteriormente o edifício tornou-se a primeira sede do Tiro de Guerra na região. Recebeu a patente de major da Guarda Nacional, em 6 de agosto de 1864.
Filho do alferes Bernardino José de Camargo e de Constantina Maria de Almeida Lima. Casou-se em Campinas, em 1830, com sua prima Ana Jacinta de Arruda Lima, irmã do barão de Atibaia, Joaquim Antonio de Arruda, sendo filha de Antônio Manuel de Arruda e Maria Batista Aranha.

## Títulos nobiliárquicos e honrarias
Barão de Almeida Lima
Título conferido por decreto imperial em 28 de fevereiro de 1885, por D. Pedro II.

## Observações
- ↑ Em algumas obras seu nome consta como Manuel Bernardo de Almeida Lima.